# 黄姜花
黄姜花（学名：Hedychium flavum）为姜科姜花属下的一个种。
黄姜花植株茎高1.5-2米；叶片为长圆状披针形或披针形，花黄色。生长于山谷密林中，分布地区包括中国西藏、四川、云南、贵州、广西等省区及印度。

## 扩展阅读
維基物種上的相關：黄姜花